# 敦煌星图

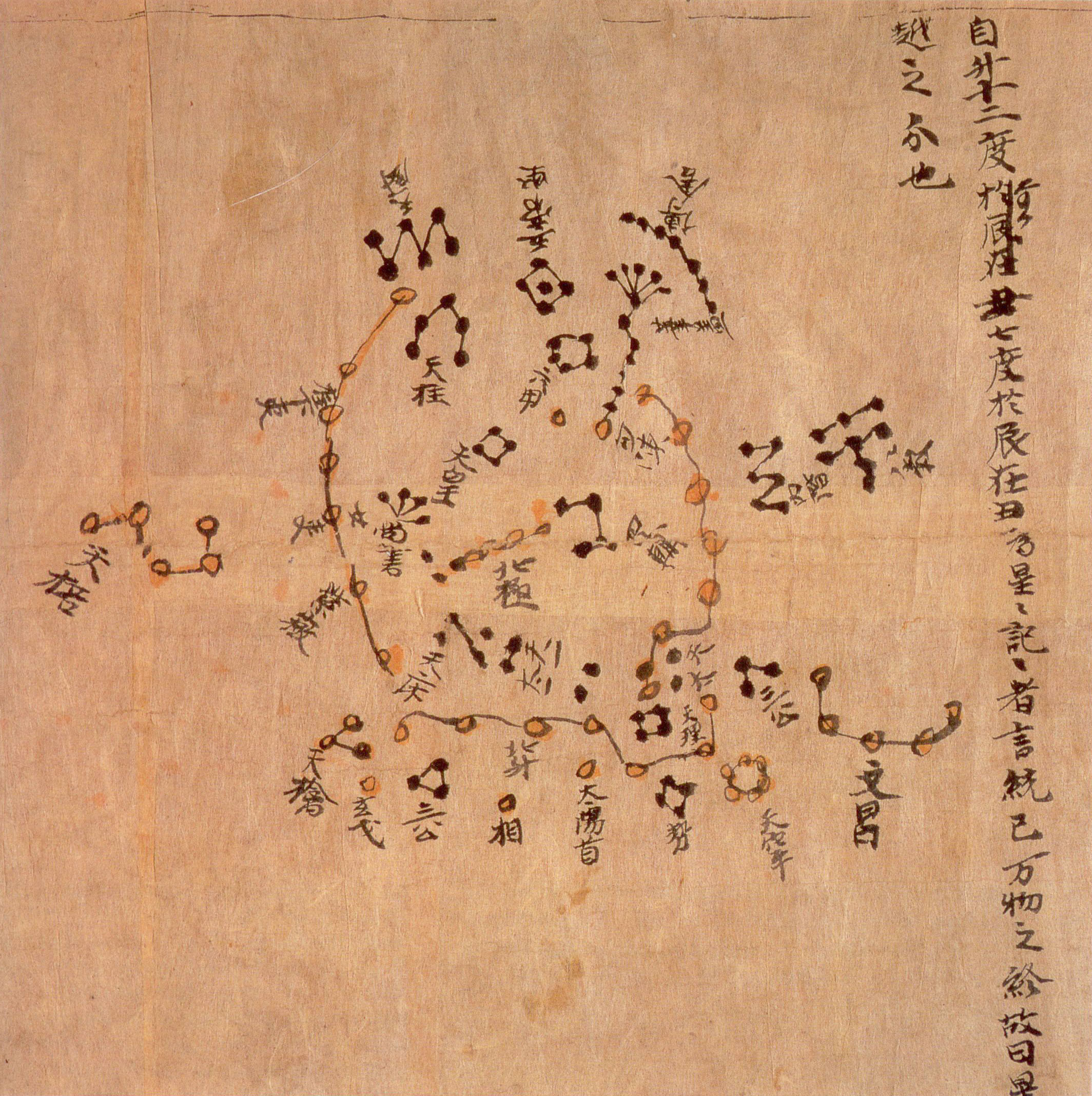
唐代敦煌星图的细节，描绘了北极地区。星图绘制于约公元700年的唐中宗 (705-710)时期。三家不同的星座分别用白、黑、黄标注。整个星图含星约1300颗。

敦煌星图，又称《敦煌星图甲本》，斯坦因编号为S.3326。敦煌星图是中国天文学史上最著名的星图之一，绘制于唐中宗时期（公元701-710年），现藏于伦敦大英图书馆。 敦煌星图是敦煌经卷的一部分，绘制了当时对恒星的观测。星图背后的天文学研究可以在国际敦煌项目里找到。 敦煌星图是迄今为止存留的最古老的星图。

## 历史

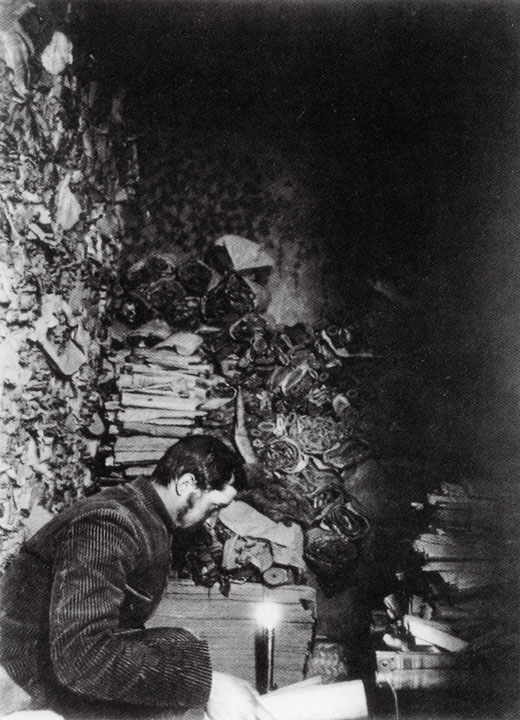
伯希和在敦煌莫高窟藏经洞内拣选文书

1900年代，中国一位叫王圆箓的道士在莫高窟发现了藏有大量经卷的藏经洞。1907年，英国人斯坦因购得其中包括敦煌星图在内的大量经书。 对以上文献的首次公开研究是在李约瑟1959年版的“中国科技和文化”。之后，只有少数研究该星图的著作，几乎都集中在中文文献当中。

## 内容
该卷子为绢本彩色手绘，长1.98米，上面标注了1339颗星星的位置。此卷子前为《气象杂占》，后为《解梦及电经一卷》，星图居中。绘制者用不同的颜色区分了甘、石、巫三家星官。
| 颜色 | 中国天文学家 | 备注 |
| ---- | ------------ | ---- |
| 黑   | 甘德         |      |
| 红   | 石申         |      |
| 白   | 巫咸         |      |
| 黄   | 其他         |      |